# Yorkville (Toronto)
Pour les articles homonymes, voir Yorkville.
Yorkville est un quartier de la ville de Toronto, ancien village fondé en 1830 par l'entrepreneur Joseph Bloor, au Canada. Délimité par les rues Bloor Street au sud, Davenport Road au nord, Yonge Street à l'est et Avenue Road à l'ouest, il est considéré comme faisant partie du quartier de l'Annex.
Quartier des musiciens et des hippies durant les années 1960, Yorkville est devenu un quartier chic, et compte aujourd'hui de nombreuses boutiques de grands couturiers dans une zone connue sous le nom Mink Mile, des galeries d'art et des hôtels de luxe. Bloor Street, sur sa portion située dans le quartier de Yorkville, a été classée par le magazine Fortune à la septième place des avenues commerçantes les plus chères du monde en 2008.
Le comédien Keanu Reeves a grandi dans ce quartier à l'adolescence.